# Lashkar-e-Jhangvi
Die Lashkar-e‑Jhangvi (LeJ, Urdu: لشکر جھنگوی, „Armee von Jhangvi“) war eine sunnitisch-deobandistische Terrororganisation mit starkem anti‑schiitischen Fokus. Sie wurde 1996 als Abspaltung der radikal‑sunnitischen Sipah-e‑Sahaba Pakistan (SSP) gegründet und war vor allem in Pakistan aktiv.

## Ideologie und Ziele
Die LeJ verfolgte eine Takfir‑Ideologie, die Schiiten als „Ungläubige“ betrachtete. Ihr erklärtes Ziel war die Errichtung eines sunnitischen Staates unter strenger Scharia‑Gesetzgebung. Die Gruppe strebte an, Schiiten, Christen und andere religiöse Minderheiten zu vertreiben oder zu eliminieren und setzte dabei auf sektiererische Gewalt als Hauptstrategie.

## Struktur und Organisation[1]
Die Gruppe war in Zellen organisiert, die lose miteinander verbunden waren. Sie operierte hauptsächlich in den Regionen Punjab und Karachi. LeJ war auch international aktiv und betrieb Ableger wie Lashkar-e‑Jhangvi al‑Alami, der 2010 gegründet wurde und in Ländern wie Großbritannien und Kanada tätig war .

## Bekannte Anschläge
Die Lashkar-e‑Jhangvi war für zahlreiche Anschläge verantwortlich, darunter:
- 1997: Ermordung von vier US‑Ölarbeitern in Karachi.[2]
- 2001: Massaker in der St. Dominic’s Church in Bahawalpur, bei dem 18 Menschen getötet wurden.[1]
- 2002: Entführung und Ermordung des US‑Journalisten Daniel Pearl.[3]
- 2013: Bombenanschlag auf einen Markt in Quetta, bei dem 91 Menschen getötet und 190 verletzt wurden.
- 2014: Bombenanschlag auf einen Bus mit schiitischen Pilgern in Mastung, bei dem 29 Menschen getötet wurden.[4]

## Verbindungen zu anderen Gruppen
Die LLashkar-e‑Jhangvi pflegte enge Beziehungen zu anderen extremistischen Gruppen wie Tehrik-e‑Taliban Pakistan (TTP) und Al‑Qaida. In den letzten Jahren gab es Hinweise auf eine Annäherung an den sogenannten Islamischen Staat (IS), insbesondere in der Region Balochistan .

## Verbot und internationale Einstufung
Die LeJ wurde 2001 von der pakistanischen Regierung verboten. Sie ist zudem von mehreren Ländern und internationalen Organisationen als Terrororganisation eingestuft, darunter die USA, Großbritannien, Kanada und die Vereinten Nationen.

## Aktueller Status
Seit 2015 ist die Gruppe weitgehend inaktiv. Der Tod von Führungspersönlichkeiten wie Malik Ishaq 2015 und die verstärkten Sicherheitsmaßnahmen in Pakistan haben ihre Aktivitäten stark eingeschränkt. Dennoch bleibt die LeJ als Bedrohungspotenzial bestehen, da sie in regionalen Konflikten und durch ihre Verbindungen zu anderen extremistischen Gruppen weiterhin Einfluss ausüben könnte.
1. 1 2  A. B. C. News: Pakistani Christians Killed by the Dozen. Abgerufen am 18. August 2025 (englisch).
2. ↑  WIRED Staff: Karachi Hit. In: Wired. ISSN 1059-1028 (wired.com [abgerufen am 18. August 2025]).
3. ↑  Jason Burke: Pakistan court orders release of man charged over Daniel Pearl murder. In: The Guardian. 24. Dezember 2020, ISSN 0261-3077 (theguardian.com [abgerufen am 18. August 2025]).
4. ↑  Bomb targets bus of Shia pilgrims in south-west Pakistan. In: BBC News. 21. Januar 2014 (bbc.com [abgerufen am 18. August 2025]).